# Tratado de Utrecht
El Tratado de Utrecht, también conocido como Paz de Utrecht o Tratado de Utrecht-Rastatt, es, en realidad, un conjunto de tratados firmados por los estados antagonistas en la guerra de sucesión española entre los años 1713 y 1715 en la ciudad neerlandesa de Utrecht y en la alemana de Rastatt. Los tratados ponen fin a la guerra, aunque posteriormente a su firma continuaron las hostilidades en territorio español hasta julio de 1715, momento en que el marqués de Asfeld tomó la isla de Mallorca. En este tratado, Europa cambió su mapa político. Es el segundo tratado vigente más antiguo en España[cita requerida] debido a Gibraltar, plaza militar de la Corona británica.

## Los primeros intentos de lograr la paz (1709-1710)
La primera iniciativa para intentar llegar a un acuerdo que pusiera fin a la guerra de sucesión española tuvo lugar a principios de 1709 y partió de Luis XIV. El rey francés se veía presionado por las últimas derrotas que habían sufrido sus ejércitos, y más aún porque Francia atravesaba una grave crisis económica y financiera, que hacía muy difícil que pudiera continuar combatiendo. Finalmente, el acuerdo de los preliminares de La Haya, de 42 puntos, fue rechazado por el propio Luis XIV porque imponía condiciones que consideraba humillantes —entre otras, ayudar a desalojar del trono de la Monarquía de España a su nieto Felipe de Borbón, duque de Anjou—. Tampoco el emperador José I de Austria pareció muy dispuesto a firmarlas: a pesar de que se reconocía a su hermano el archiduque Carlos como rey de España (con el título de Carlos III el Archiduque) consideraba que se hubiera podido obtener más concesiones por parte de Luis XIV, a quien sus consejeros consideraban incapaz de continuar la guerra.
Como Luis XIV había previsto, Felipe V no estaba dispuesto a abandonar voluntariamente el trono de España. Así se lo comunicó su embajador, Michel-Jean Amelot, que había intentando convencer al rey de que se conformase con obtener algunos territorios y evitar así la pérdida de la monarquía entera. A pesar de ello Luis XIV ordenó a sus tropas que abandonaran España, excepto 25 batallones: «he rechazado la proposición odiosa de contribuir a desposeerlo [a Felipe V] de su reino; pero si continúo dándole los medios para mantenerse en él, hago la paz imposible». "La conclusión a la que llegó [Luis XIV] era severa para Felipe V: era imposible que la guerra finalizara mientras él siguiera en el trono de España", afirma Joaquim Albareda.

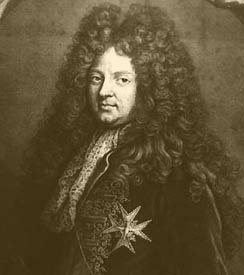
Jean-Baptiste Colbert de Torcy. Grabado de Hyacinthe Rigaud.

Cuando el marqués de Torcy, ministro de Estado de Luis XIV, comunicó a los aliados la negativa del rey francés a firmar los preliminares de La Haya afirmó: «preveo que habrá que esperar otro momento para una paz tan deseada y necesaria para toda Europa». Ese momento llegó el 3 de enero de 1710 cuando a iniciativa del propio Torcy comenzaron unas nuevas negociaciones con los aliados en Geertruidenberg sobre la base de los preliminares de La Haya. Luis XIV pretendía asegurar a Felipe V la soberanía sobre algunos de los estados italianos de la Monarquía de España —concretamente el reino de Nápoles, el reino de Sicilia, y la isla de Cerdeña— como compensación a su renuncia a la Corona Hispánica en favor del archiduque Carlos.
Sin embargo, los aliados se negaron a introducir modificaciones en lo estipulado en los preliminares de La Haya, que no contemplaban ninguna compensación por el abandono de trono español por Felipe V y, sobre todo los británicos, volvieron a insistir en que si Felipe V se negaba a renunciar a la Corona española Luis XIV debía colaborar con los aliados para destronarlo. El consejo de Estado de la monarquía francesa presidido por Luis XIV se reunió el 26 de marzo para discutir la situación y, finalmente, el 11 de mayo se decidió que Luis XIV no emprendería ninguna acción militar para destronar a su nieto Felipe V pero sí que aportaría dinero a los aliados —500 000 libras mensuales— para que combatieran contra él.
Esta última propuesta les pareció insuficiente, principalmente, a los holandeses, que exigieron primero que la armada francesa participase en las operaciones militares contra Felipe V y, más tarde, que su ejército también interviniera, estableciendo un plazo de 15 días para responder. Entonces Luis XIV puso fin a las conversaciones de Geertruidenberg.
Según Joaquim Albareda, "aquella tanda de negociaciones constituyó una nueva ocasión perdida para alcanzar la paz. El príncipe Eugenio de Saboya y Marlboroug debieron arrepentirse de no haber cedido en sus pretensiones desmesuradas ante el veterano y experimentado rey de Francia, puesto que habían dejado escapar la oportunidad de lograr una paz altamente favorable a los intereses aliados y, en especial, a la Casa de Austria".

## La Paz de Utrecht

### Las negociaciones secretas entre Luis XIV y Gran Bretaña

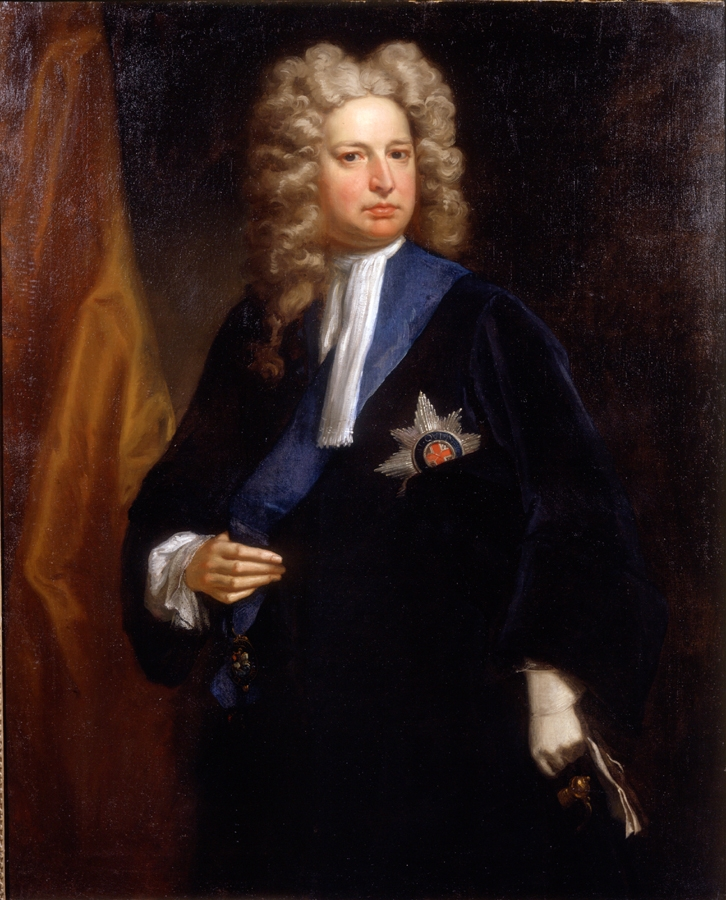
Robert Harley hacia 1710.

Ante la intransigencia mostrada por los neerlandeses en las conversaciones de Geertruidenberg para alcanzar la paz, Luis XIV y su ministro de estado el marqués de Torcy decidieron sondear al gobierno de Gran Bretaña y en agosto de 1710 su agente en Londres François Gaulthier se puso en contacto con el miembro del gobierno Robert Harley. Estos contactos se vieron favorecidos por la victoria de los tories en las elecciones del otoño de ese año ya que este partido defendía poner fin a la guerra, frente a la postura belicista del derrotado partido whig. Harley se convirtió en secretario de finanzas y junto con Henry St John, vizconde de Bolingbroke, secretario de Estado, impulsó la nueva política "pacifista" que se vio reforzada cuando se conocieron en Londres las dos resonantes victorias que había obtenido Felipe V en las batallas de Brihuega y de Villaviciosa a principios de diciembre de 1710 frente al ejército del archiduque Carlos —tras el fracaso de su segunda entrada en Madrid— y que le aseguraban a Felipe V el trono español —el dominio austracista quedó reducido al Principado de Cataluña y al reino de Mallorca—. Ese mismo mes de diciembre de 1710 el gobierno tory hizo saber al marqués de Torcy que Gran Bretaña no apoyaría las aspiraciones del archiduque a la Corona española a cambio de importantes concesiones comerciales y coloniales, lo que significaba un vuelco total en las perspectivas de paz. A partir de entonces se incorporaron a las negociaciones el poeta y diplomático Matthew Prior, por el lado británico, y un buen conocedor del comercio colonial Nicolas Mesnager, por el lado francés.

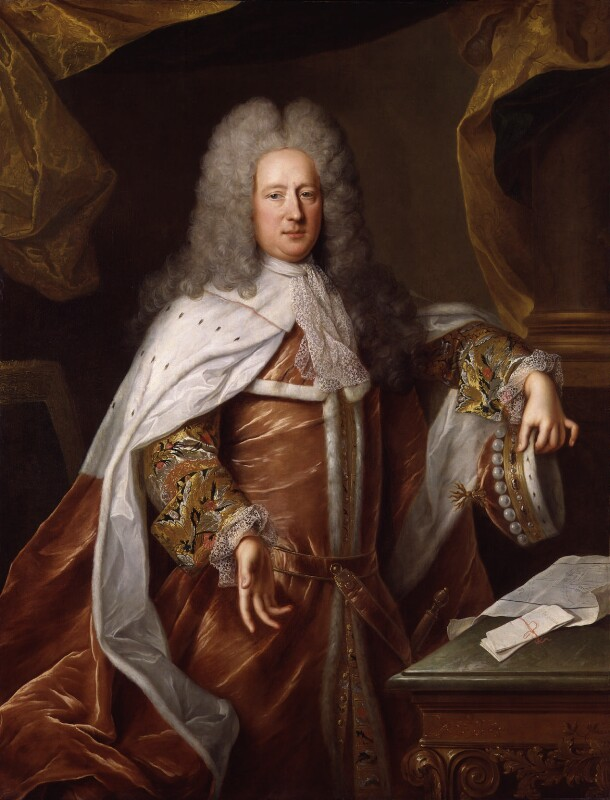
Henry St John, Vizconde de Bolingbroke. Atribuido a Alexis Simon Belle, c. 1712. National Portrait Gallery, Londres, NPG 593.

El giro definitivo en el escenario internacional se produjo el 17 de abril de 1711 con la muerte del emperador José I, lo que suponía que el archiduque Carlos era el nuevo emperador. Este hecho, según Joaquim Albareda, proporcionó "el pretexto perfecto a los británicos a la hora de argumentar el cambio de rumbo emprendido: había que evitar la constitución de una monarquía universal, ahora de los Habsburgo". La primera medida que tomaron fue reducir notablemente la ayuda económica que sostenía al ejército imperial, al tiempo que continuaban con las negociaciones secretas con los franceses. El 27 de septiembre de 1711 Carlos abandonaba Barcelona para ser coronado emperador con el nombre de Carlos VI (la ceremonia tuvo lugar el 22 de diciembre en Fráncfort) dejando a su esposa Isabel Cristina de Brunswick como su lugarteniente y capitán general de Cataluña y gobernadora de los demás reinos de España, para demostrar su «paternal amor» hacia sus fieles vasallos de la monarquía. Además de con este gesto, Carlos VI quiso dejar claro que no renunciaba al trono de España y mandó acuñar una medalla conmemorativa con la leyenda Carolus Hispaniarum, Hungariae, et Bohemiae Rex, Arxidux Astriae, electis in Regem Romanorum.
El 22 de abril de 1711, solo cuatro días después de la muerte del emperador José I, el rey Luis XIV enviaba a Londres a su agente Gaulthier con un documento en el que aceptaba las dos principales exigencias británicas: dejar de apoyar a Jacobo III Estuardo en sus aspiraciones a suceder a la reina Ana de Inglaterra y reconocer la línea protestante de la sucesión en la persona de Jorge de Hannover, y dar garantías de que nunca se unificarían las Monarquías de Francia y de España, una posibilidad que aparecía en el horizonte al haber muerto ese mismo mes el Gran Delfín, con lo que Felipe V de España pasaba a ser el segundo en la línea sucesoria, tras su hermano mayor Luis, duque de Borgoña. Pocos días después volvía Gaulthier con el acuerdo de los británicos. El resultado de la negociación se tradujo en tres documentos que prefiguraban los acuerdos posteriores de Utrecht y concretaban los beneficios obtenidos por el Reino Unido. Los neerlandeses no fueron informados de todo ello hasta el mes de octubre de 1711. Cuando la Cámara de los Lores votó en contra del acuerdo el 7 de diciembre de 1711 la reina Ana nombró doce nuevos pares favorables a los mismos y en una nueva votación consiguió que fuera aprobado. A continuación cesó a Marlborough —que era un firme partidario de continuar la guerra— como capitán general, siendo sustituido por el duque de Ormonde que en mayo de 1712 recibió órdenes secretas del gobierno de evitar batallas o sitios.
La reacción de Carlos VI no se hizo esperar y su embajador en Londres hizo llegar a la reina Ana un memorial en el que manifestaba su sorpresa por el acuerdo alcanzado con Francia negociado a sus espaldas. En el mismo mostraba su estupefacción por la renuncia al objetivo de la Gran Alianza cediendo España y las Indias a Felipe V:

"después de tantas victorias, tantas plazas conquistadas, después de un gasto excesivo de tesoros inmensos, después de haber obtenido unos artículos preliminares en el año 1709 muy distintos a éstos, y después de haber llevado las armas de los aliados a las puertas de Francia de manera que, si se quiere continuar la guerra, ya no está en disposición de impedir la entrada de las tropas en el corazón del reino"

### Los Tratados de Utrecht

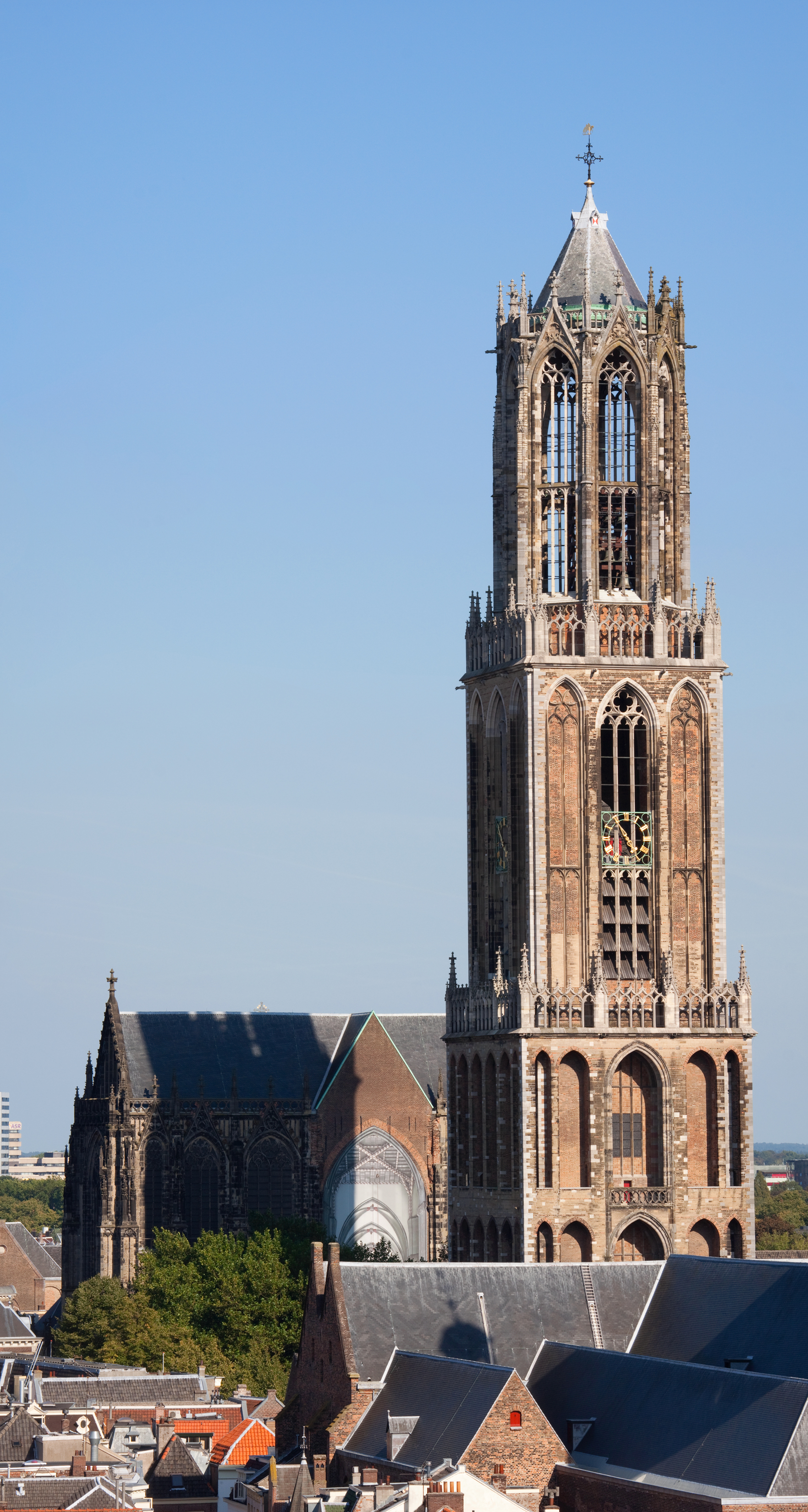
Torre y catedral de Utrecht.

La reina Ana convocó a las partes en conflicto en la ciudad neerlandesa de Utrecht para firmar la paz que pusiera fin a la guerra de sucesión española. Las sesiones se iniciaron el 29 de enero de 1712 y enseguida se hizo evidente, como comunicó el embajador imperial desde La Haya, «la grande unión y armonía que hay en Utrecht entre los ministros de Inglaterra y Francia» y otro representante informaba de la determinación de los británicos en concluir «la mala paz que nos anuncian».
La muerte en febrero de 1712 del heredero al trono de Francia, el duque de Borgoña, y al mes siguiente del hijo de este, el duque de Bretaña, convertía a Felipe V en el sucesor de Luis XIV, y aumentó la necesidad de que este renunciara a sus derechos a la Corona de Francia o a la de España para que el acuerdo entre Luis XIV y la reina Ana pudiera ir adelante. Al parecer Luis XIV hubiera preferido que su nieto renunciara a la Corona de España y se convirtiera en el nuevo delfín de Francia —e incluso en este propósito recibió el apoyo de la esposa de Felipe V, María Luisa Gabriela de Saboya, y los británicos estaban dispuestos a aceptarlo a cambio de que fuera el duque de Saboya el que ocupara el trono de España y las Indias, menos sus estados patrimoniales de Saboya y Piamonte, más el reino de Sicilia, que pasarían al nuevo delfín—, pero Felipe V en abril de 1711 comunicó que prefería seguir siendo rey de España, agradecido por la fidelidad que le habían mostrado sus súbditos de la Corona de Castilla, por lo que renunciaba a sus derechos al trono de Francia. Así el acuerdo secreto franco-británico pudo seguir su curso.
Lo esencial del acuerdo alcanzado entre Francia y Gran Bretaña fue dado a conocer por la reina Ana en una sesión del Parlamento británico celebrada el 12 de junio de 1712 en la que, después de garantizar la sucesión al trono en la línea protestante de la casa de Hannover, afirmó:

Al final, Francia ha manifestado que ofrece que el duque de Anjou renuncie para siempre, para él y todos sus descendientes, a cualquier pretensión sobre la corona de Francia, ya que la ansiedad de que España e Indias hubiesen podido estar unidas a Francia ha sido la principal causa del inicio de esta guerra, y la prevención efectiva de esta unión ha sido el objetivo que he tenido desde el principio del presente tratado... Francia y España estarán ahora más divididas que nunca y de esta manera, gracias a Dios, se restablecerá el equilibrio de las potencias de Europa

La importancia que tenía el ejército británico en la gran coalición se pudo comprobar al mes siguiente en la batalla de Denain, en la que el nuevo capitán general inglés, el duque de Ormonde, recibió órdenes de su gobierno de no intervenir, y los ejércitos neerlandés e imperial fueron derrotados por el ejército de Luis XIV. La retirada de facto de Gran Bretaña de la guerra se confirmó el 21 de agosto cuando se declaró el armisticio entre británicos y franceses.
La noticia del fin de las hostilidades entre las monarquías de Gran Bretaña y de Francia, como era de esperar, fue muy mal recibida en la corte de Viena en la que se hicieron severas críticas a la conducta de los británicos que vendían «a mal precio tanta sangre derramada», con lo que «quedaban el emperador y el Imperio abandonados de sus amigos».
Tampoco fue bien acogida en la corte de Madrid la noticia de «tan inminente ruina» pero Felipe V ya había decidido renunciar a la Corona de Francia, aunque eso también suponía que los Estados europeos fuera de la península de la Monarquía de España pasaran en su mayoría a la soberanía del emperador Carlos VI. Así, el 5 de noviembre de 1712 se formalizó la renuncia en una ceremonia celebrada ante las Cortes de Castilla, y a la que asistieron los embajadores de la reina de Inglaterra y del rey de Francia. De esta forma ya no quedaban impedimentos para firmar los tratados que pusieran fin a la guerra de sucesión española.

#### Los tratados entre Francia, Gran Bretaña y los Países Bajos
El 11 de abril de 1713, se firmaba en Utrecht el primer tratado entre el reino de Francia, el reino de Gran Bretaña, el reino de Prusia, el reino de Portugal, el ducado de Saboya y las Provincias Unidas. En el mismo los representantes de Luis XIV, a cambio del reconocimiento de Felipe V como rey de España, tuvieron que ceder a Gran Bretaña extensos territorios en la futura Canadá (Saint Kitts, Nueva Escocia, Terranova y territorios de la Bahía de Hudson), además de reconocer la sucesión protestante en el Reino Unido —comprometiéndose a dejar de apoyar a los jacobitas— y prometer el desmantelamiento de la fortaleza de Dunkerque —en compensación Francia incorporaba el valle de Barcelonette en la Alta Provenza cedido por el duque de Saboya y el Principado de Orange, cedido por Prusia.
En cuanto a los Países Bajos, Luis XIV cedió la "Barrière" de plazas fuertes fronterizas en los Países Bajos españoles que aseguraran su defensa frente a un eventual ataque francés (Furnes, Fort Knocke, Ypres, Menen, Tournai, Mons, Charleroi, Namur y Gante), aunque en menor número que el acordado en los preliminares de La Haya de 1709. Como finalmente los Países Bajos españoles pasaron a soberanía austríaca se firmó un nuevo tratado de la Barrera el 15 de noviembre de 1715 entre las Provincias Unidas y el Imperio, que según Joaquim Albareda, los convirtieron "en una especie de colonia neerlandesa tanto en términos militares como económicos, al pasar a ser un territorio abierto a las exportaciones holandesas e inglesas, realidad que impedía a los manufactureros belgas competir industrialmente con los productos originarios de aquellos países".

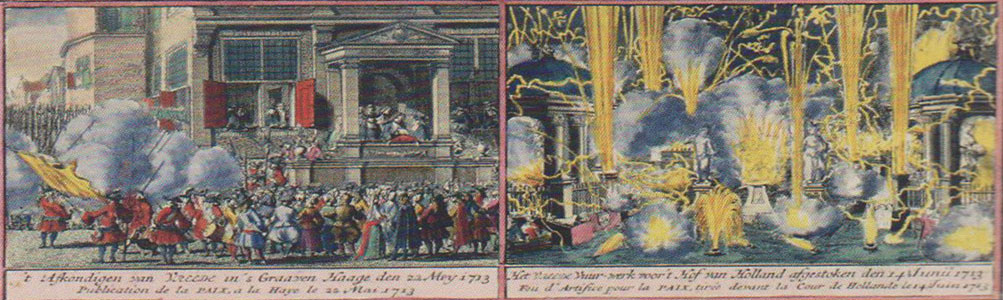
Celebración en Utrecht de la paz (mayo-junio de 1713).

#### Los tratados entre Gran Bretaña y España

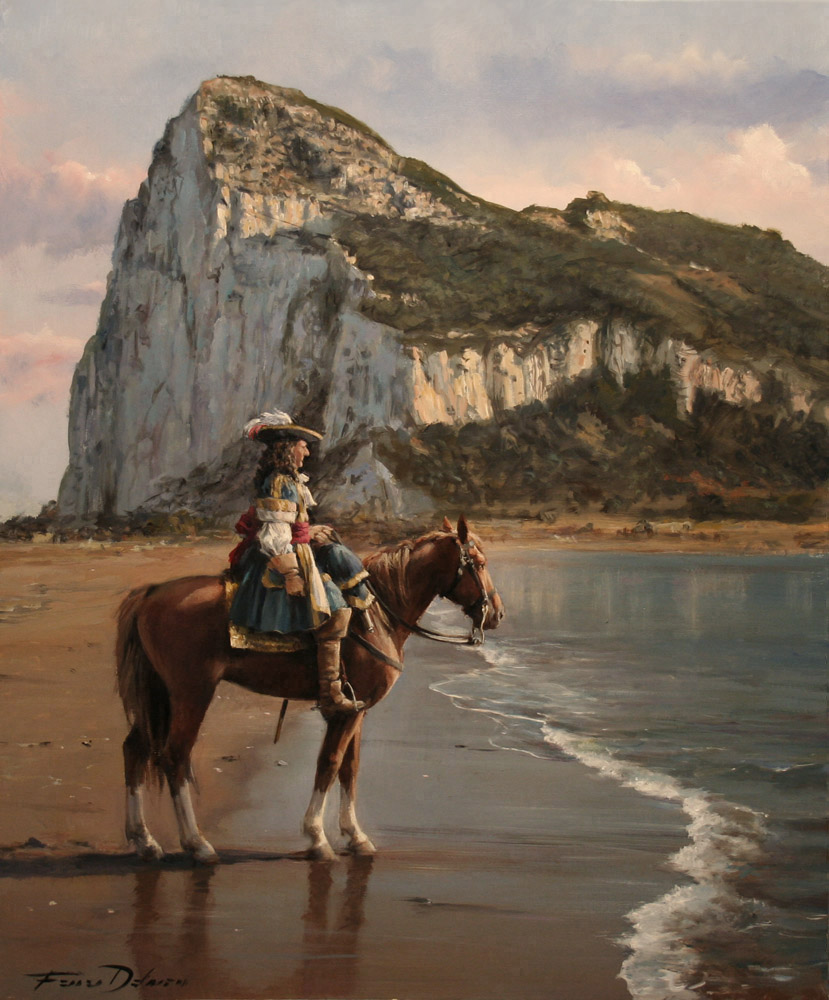
El último de Gibraltar (2011) de Augusto Ferrer-Dalmau, que retrata a Diego de Salinas, último gobernador español del peñón.

Tres meses después los representantes de Felipe V —que habían permanecido retenidos en París casi un año (entre mayo de 1712 y marzo de 1713) por orden del marqués de Torcy para que no interfirieran en las negociaciones, aunque con la excusa de que necesitaban un pasaporte para ir a Utrecht— se incorporaban al acuerdo con la firma el 13 de julio del tratado entre el reino de Gran Bretaña y el reino de España. Los embajadores de Felipe V, el duque de Osuna y el marqués de Monteleón, llevaban instrucciones muy precisas de su rey como que mantuvieran el reino de Nápoles para su Corona o que «nación ninguna ha de traficar derechamente en las Indias ni ha de llegar a sus puertos y costas» y en caso de concederles ventajas las naves serán españolas y deberán partir y retornar a puertos españoles. Un tema al que concedía mucha importancia era el referido al caso de los catalanes —en aquellos momentos Barcelona todavía resistía el cerco borbónico— sobre el que afirmaba que «de ninguna manera se den oídos a propósito de pacto que mire a que los catalanes se les conserven sus pretendidos fueros».
De las instrucciones que recibieron de Felipe V los plenipotenciarios tuvieron que hacer concesiones en todos los apartados, y su único éxito en realidad fue mantener lo referido al caso de los catalanes. Gran Bretaña recibió Gibraltar y Menorca y amplias ventajas comerciales en el imperio español de las Indias, concretadas en el asiento de negros, que fue concedido a la South Sea Company y en virtud del cual podía enviar a la América española un total de 144 000 esclavos durante treinta años, y el navío de permiso anual, un barco de 500 toneladas autorizado a transportar bienes y mercancías a la feria de Portobelo y libres de aranceles. Con estas dos concesiones se rompía por primera vez el monopolio comercial que había mantenido la Monarquía Hispánica para sus vasallos castellanos durante los dos siglos anteriores —los términos en que debía operar el navío de permiso fueron concretados en un sentido aún más favorable para los intereses británicos en el tratado comercial que se firmó en 1716—.El tratado por el que Gran Bretaña recibió Gibraltar fue firmado por el duque de Ureña en nombre del Reino de España.
Le siguieron otros 19 tratados y convenciones bilaterales y multilaterales entre los estados y monarquías presentes en Utrecht, entre los que destacan:
1. Tratados entre Francia y las Provincias Unidas, Brandeburgo, Portugal y el ducado de Saboya (julio de 1713).
2. Tratados entre España y el ducado de Saboya (julio de 1714), las Provincias Unidas (julio de 1714) y Portugal (febrero de 1715).
3. Convenios comerciales entre Gran Bretaña y España (marzo y diciembre de 1714 y diciembre de 1715).

### Los Tratados de Rastatt y de Baden

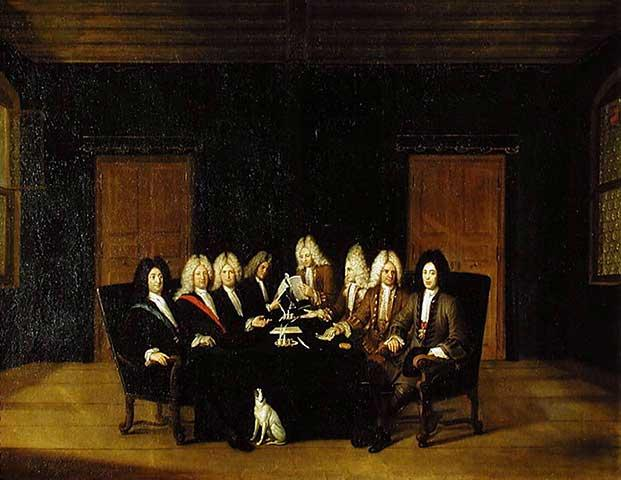
Pintura que muestra a los ocho signatarios del Tratado de Baden. En el extremo izquierdo de la mesa el Mariscal Villars y en el extremo derecho el príncipe Eugenio de Saboya.

A pesar de que recibió el Ducado de Milán, el reino de Nápoles, la isla de Cerdeña (intercambiada por el reino de Sicilia en 1718) y los Países Bajos españoles, Carlos VI no renunció a sus aspiraciones a la Corona española —por lo que no reconoció a Felipe V como rey de España ni al duque de Saboya como rey de Sicilia— y se negó a firmar la paz en Utrecht, aunque los holandeses —sus últimos aliados— sí lo habían hecho. Según el cronista austracista exiliado en Viena Francesc Castellví, Carlos VI actuó así porque

fiaba en las contingencias del tiempo. La mucha edad del rey Luis [XIV] y un príncipe de tres años que debía sucederle, los grandes achaques de la reina Ana, la inquietud del pueblo de Inglaterra, la poca satisfacción de los holandeses y generalmente todos los aliados le daban esperanza que en el espacio de una campaña podía mudarse el sistema y volver a encenderse con más fuerza la guerra.

Al no firmar el Imperio los acuerdos de Utrecht la guerra prosiguió en la primavera de 1713. El ejército francés ocupó las plazas de Landau y de Friburgo y la flota británica bloqueó a la emperatriz Isabel Cristina y a las tropas imperiales que seguían en el Principado de Cataluña. Estos reveses militares convencieron a Carlos VI que debía poner fin a la guerra por lo que se iniciaron las negociaciones de paz en la ciudad alemana de Rastatt a principios de 1714.
El tratado de paz entre Francia y el Imperio se firmó en Rastatt el 6 de marzo de 1714. Las fronteras entre ambos volvieron a las posiciones de antes de la guerra, salvo para la ciudad de Landau in der Pfalz (en el Palatinado Renano), que quedó en manos francesas. El acuerdo se completó con la firma del Tratado de Baden del 7 de septiembre de 1714.

### El «caso de los catalanes»

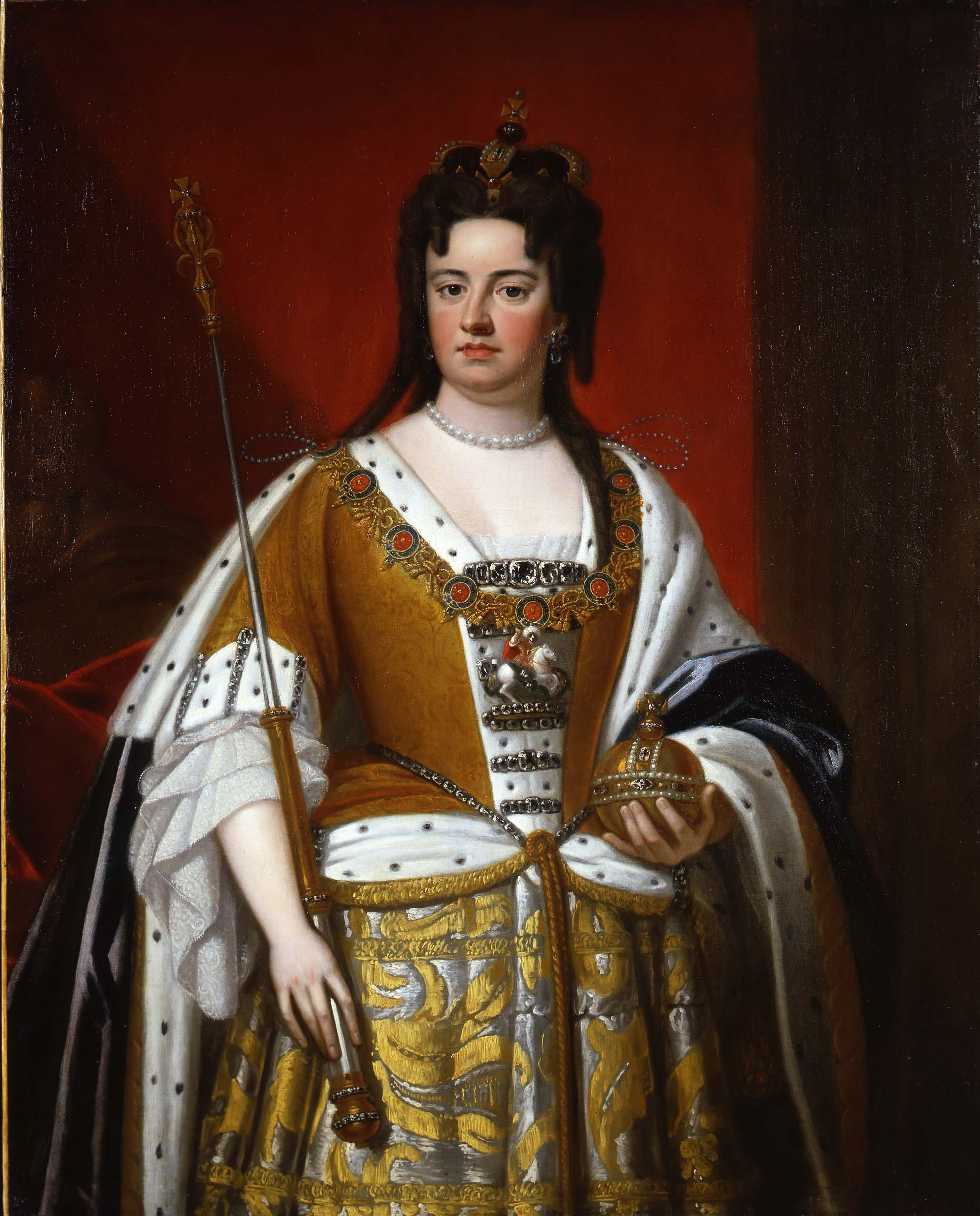
Retrato de la reina Ana de Inglaterra, hacia 1705.

Una vez iniciadas las negociaciones en Utrecht la reina Ana de Inglaterra —quien, según Joaquim Albareda, "por motivos de honor y de conciencia, se sentía obligada a reclamar todos los derechos de que gozaban los catalanes cuando les incitaron a ponerse bajo el dominio de la Casa de Austria"— hizo gestiones a través de su embajador en la corte de Madrid —cuando aún no se había firmado ningún tratado— para que Felipe V concediera una amnistía general a los austracistas españoles, y singularmente a los catalanes, que además debían conservar sus Constituciones. Pero la respuesta de Felipe fue negativa y le comunicó al embajador británico «que la paz os es tan necesaria como a nosotros y no la querréis romper por una bagatela».
Finalmente el secretario de estado británico vizconde de Bolingbroke, deseoso de acabar con la guerra, claudicó ante la obstinación de Felipe V y renunció a que este se comprometiera a mantener las "anteriores normas regionales" catalanas. Cuando el embajador de los Tres Comunes de Cataluña en Londres Pablo Ignacio de Dalmases tuvo conocimiento de este cambio de actitud del gobierno británico consiguió que la reina Ana le recibiera a título individual el 28 de junio de 1713, pero ésta le respondió que «había hecho lo que había podido por Cataluña».
El abandono de los catalanes por Gran Bretaña quedó plasmado dos semanas después en el artículo 13 del tratado de paz entre Gran Bretaña y España firmado el 13 de julio de 1713. En él Felipe V garantizaba vidas y bienes a los catalanes, pero en cuanto a sus leyes e instituciones propias solo se comprometía a que tuvieran «todos aquellos privilegios que poseen los habitantes de las dos Castillas». El conde de la Corzana, uno de los embajadores de Carlos VI en Utrecht, consideró el acuerdo tan «indecoroso que el tiempo no borrará el sacrificio que el ministerio inglés hace de la España y singularmente de la Corona de Aragón, y más en particular de la Cataluña, a quienes la Inglaterra ha dado tantas seguridades de sostenerles y ampararles».
En las siguientes negociaciones llevadas a cabo en Rastatt el «caso de los catalanes» pronto se convirtió en la cuestión más difícil a resolver, porque Felipe V estaba deseoso de aplicar en Cataluña y en Mallorca la "Nueva Planta" que había promulgado en 1707 para los "reinos rebeldes" de Aragón y de Valencia, que suponía la desaparición como Estados. Así, el 6 de marzo de 1714 se firmaba el tratado de Rastatt por el que el Imperio Austríaco se incorporaba a la paz de Utrecht, sin conseguir el compromiso de Felipe V sobre el mantenimiento de las leyes e instituciones propias del Principado de Cataluña y del reino de Mallorca que seguían sin ser sometidos a su autoridad. La negativa a hacer ningún tipo de concesión la argumentaba así Felipe V en una carta remitida a su abuelo Luis XIV:

No es por odio ni por sentimiento de venganza por lo que siempre me he negado a esta restitución, sino porque significaría anular mi autoridad y exponerme a revueltas continuas, hacer revivir lo que su rebelión ha extinguido y que tantas veces experimentaron los reyes, mis predecesores, que quedaron debilitados a causa de semejantes rebeliones que habían usurpado su autoridad. [...] Si [Carlos VI] se ha comprometido en favor de los catalanes y los mallorquines, ha hecho mal y, en todo caso, debe conformarse del mismo modo que lo ha hecho la reina de Inglaterra, juzgando que sus compromisos ya se veían satisfechos con la promesa que he hecho de conservarles los mismos privilegios que a mis fieles castellanos

En julio de 1714 Bolingbroke también rechazó una última propuesta del representante de los Tres Comunes de Cataluña en Londres Pablo Ignacio de Dalmases para que la reina Ana «tome en depósito a Cataluña o por lo menos Barcelona y Mallorca hasta la paz general sin soltarlas a nadie hasta que mediante tratado se adjudiquen y se asegure la observancia de sus privilegios» —en referencia a las negociaciones que tenían lugar en Baden—, porque eso podría suponer la reanudación de la guerra. La corriente crítica hacia la política británica respecto de los aliados catalanes y mallorquines se plasmó además de en los debates parlamentarios en dos publicaciones aparecidas entre marzo y septiembre de 1714. En The Case of the Catalans Considered, después de aludir repetidamente a la responsabilidad contraída por los británicos al haber alentado a los catalanes a la rebelión y a la falta de apoyo que tuvieron después cuando lucharon solos, se decía:

Sus antepasados les legaron los privilegios de que gozan hace siglos ¿Ahora deben renunciar a ellos sin honor y han de dejar, tras de sí, una raza de esclavos? No; prefieren morir todos; o la muerte o la libertad, esta es su decidida elección.
[...]

Todas estas cuestiones tocan el corazón de cualquier ciudadano británico generoso cuando considera el caso de los catalanes... ¿La palabra catalanes no será sinónimo de nuestra deshonra?

Por su parte, The Deplorable History of the Catalans, tras narrar lo sucedido durante la guerra, elogiaba el heroísmo de los catalanes: «ahora el mundo ya cuenta con un nuevo ejemplo de la influencia que puede ejercer la libertad en mentes generosas».

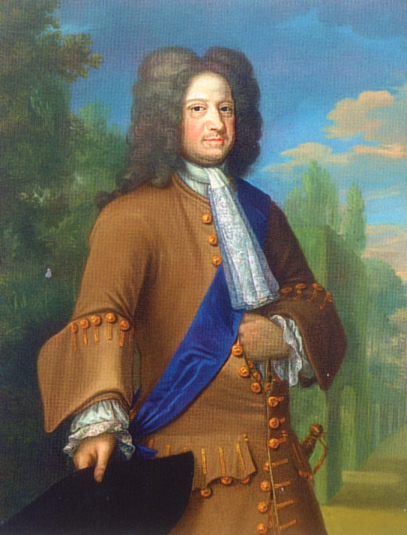
Retrato de 1715 del rey Jorge I de Gran Bretaña.

El «caso de los catalanes» dio un giro completo cuando la reina Ana de Inglaterra murió el 1 de agosto de 1714 y su sucesor, Jorge I de Hannover, dio órdenes al embajador británico en París para que presionara a Luis XIV con el fin de que obligara a Felipe V a que se comprometiera a mantener las leyes e instituciones propias del Principado de Cataluña. Pero las presiones británicas no surtieron efecto en Luis XIV, a pesar de que desde hacía meses aconsejaba a su nieto «moderar la severidad con la que queréis tratarles [a los catalanes]. Aun cuando rebeldes, son vuestros súbditos y debéis tratarlos como un padre, corrigiéndolos pero sin perderlos». El embajador catalán Felip Ferran de Sacirera fue recibido en audiencia el 18 de septiembre por el rey Jorge I, que se encontraba en La Haya camino de Londres para ser coronado, en la que le prometió que haría lo posible por Cataluña, pero temía que fuera demasiado tarde. En efecto, unos días después se conocía la noticia de que el 11 de septiembre de 1714 Barcelona había capitulado.
Tanto el nuevo rey Jorge I como el nuevo gobierno whig, salido de las elecciones celebradas a principios de 1715, eran contrarios a los acuerdos que el gobierno anterior tory había alcanzado con Luis XIV y que habían constituido la base de la Paz de Utrecht, pero acabaron por aceptarlos porque las ventajas que Gran Bretaña había obtenido eran evidentes, lo que supuso que el viraje británico sobre el «caso de los catalanes» finalmente no se produjera. El gobierno whig no hizo nada para ayudar a Mallorca, que aún no había caído en manos borbónicas, y el 2 de julio de 1715 Mallorca capituló.

### Los cambios territoriales de la Paz de Utrecht

Mapa político de Europa después del tratado.

- El Reino de Gran Bretaña obtiene Menorca y la propiedad sin jurisdicción de la Ciudad, el Castillo y las edificaciones agregadas en 1704 (según el artículo X) de Gibraltar, tierras ocupadas durante la guerra (cedidas por la Monarquía de España); Nueva Escocia (Acadia), la bahía de Hudson y la isla de Terranova (cedidas por la Monarquía de Francia); la isla de San Cristóbal en el Mar Caribe, el asiento de negros[35] (un monopolio de treinta años sobre el tráfico de esclavos negros con la América española) y el navío de permiso (concedidos por España).
- La Casa de Saboya ve devueltas Saboya y Niza (ocupadas por Francia durante la guerra) y parte del Delfinado (Bardonecchia, Fenestrelle, Casteldelfino, Oulx y Pragelato). Obtiene Sicilia (cedida por España).[36] Con la posesión de Sicilia recibe el título de rey que, con diversas denominaciones, tendría en adelante la casa de Saboya (primero reyes de Sicilia, luego reyes de Cerdeña y finalmente reyes de Italia). Además recibe Alessandria, Langhe, Monferrato y la Valsesia.
- Las Provincias Unidas reciben Venlo y la "barrera" flamenca (una serie de fortalezas en el norte de los Países Bajos españoles que el Imperio ayudó a financiar), cedida por Felipe V de España.
- Brandeburgo recibe Güeldres del Norte, con las ciudades de Geldern, Horst aan de Maas, Venray y Viersen (cedido por el rey de España) y la "barrera" de Neuchâtel (cedida por Francia), además de su transformación en reino con el nombre de Prusia. Federico I fue su primer rey.
- Portugal obtiene la devolución de la Colonia del Sacramento, ocupada por España en marzo de 1705.
- El Archiducado de Austria obtiene del rey de España los Países Bajos españoles, el Milanesado, el reino de Nápoles, Flandes y Cerdeña. El archiduque Carlos de Austria, ahora emperador, abandona cualquier reclamación del trono español en 1725 por el Tratado de Viena.
- El Reino de Francia reconoce la sucesión protestante en Inglaterra y se compromete a no apoyar a los pretendientes Estuardo. También se compromete a demoler las fortificaciones de Dunquerque y a cegar su puerto y obtiene definitivamente el Principado de Orange y el valle de Barcelonnette.
- Felipe de Anjou obtiene el reconocimiento como rey de España y de las Indias por parte de todos los países firmantes, en tanto que se establece una cláusula que prohíbe que el rey de España y el de Francia sean una misma persona.[37]

Además, las tropas austriacas se comprometen a evacuar las zonas del Principado de Cataluña, lo que realizan a partir del 30 de junio de 1713. Ante lo cual, la Junta General de Brazos (Brazo Eclesiástico, Brazo Militar y Brazo Real o Popular) acuerda la resistencia. A partir de este momento empezó una guerra desigual, que se prolongó durante casi catorce meses, concentrada en Barcelona, Cardona y Castellciutat, al margen de los cuerpos de fusileros dispersos por el país. El punto de inflexión será cuando las tropas felipistas rompan el sitio de Barcelona el 11 de septiembre de 1714. Mallorca, Ibiza y Formentera cayeron diez meses más tarde: el 2, 5 y 11 de julio de 1715.

## Consecuencias: el nuevo "equilibrio de poder" en Europa

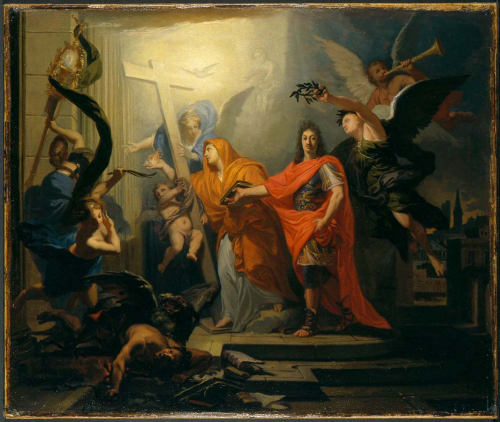
Alegoría de la Paz de Utrecht de Antoine Rivalz.

El gran beneficiario de este conjunto de tratados fue Gran Bretaña que, además de sus ganancias territoriales, obtuvo cuantiosas ventajas económicas que le permitieron romper el monopolio comercial de España con sus territorios americanos. Por encima de todo, había contenido las ambiciones territoriales y dinásticas de Luis XIV, y Francia sufrió graves dificultades económicas causadas por los grandes costes de la contienda. El equilibrio de poder terrestre en Europa quedó, pues, asegurado, mientras que en el mar, Gran Bretaña empieza a amenazar el control español en el Mediterráneo occidental con Menorca y Gibraltar. Como ha señalado Joaquim Albareda, "en último término, la paz de Utrecht hizo posible que el Reino Unido asumiera el papel de árbitro europeo manteniendo un equilibrio territorial basado en the balance of power de Europa y su hegemonía marítima".
Para la Monarquía de España la paz de Utrecht supuso, como han señalado muchos historiadores, la conclusión política de la hegemonía que había ostentado en Europa desde principios del siglo XVI.